# Apiocera brevicornis
Apiocera brevicornis är en tvåvingeart som först beskrevs av Christian Rudolph Wilhelm Wiedemann 1830.  Apiocera brevicornis ingår i släktet Apiocera och familjen Apioceridae. Inga underarter finns listade i Catalogue of Life.